# Caleb McLaughlin
Caleb McLaughlin (Carmel, Estat de Nova York, 13 d'octubre de 2001) és un actor estatunidenc. Va començar la seva carrera a Broadway realitzant el paper de Simba en el musical El Rei Lleó. Des de 2016 fa el paper de Lucas Sinclair en la reeixida sèrie de Netflix de ciència-ficció Stranger Things.
McLaughlin va créixer en Carmel, una petita ciutat en els suburbis de Nova York. Va estudiar en el Kent Primary School i després en el George Fischer Middle School per un any. En cinquè grau, McLaughlin es va mudar a la Ciutat de Nova York. Va estudiar ball per un any en Happy Feet Dance School en Carmel, i després en The Harlem School Of the Arts amb Aubrey Lynch, productor del Rei Lleó.

## Filmografia

### Televisió
| Any          | Títol                                 | Rol            | Notes                         |
| ------------ | ------------------------------------- | -------------- | ----------------------------- |
| 2013         | Law &amp; Order: Special Victims Unit | Noi            | Episodi: "Born Psychopath"    |
| 2013         | Unforgettable                         | Germà gran     | Episodi: "New Hundred"        |
| 2013         | Forever                               | Alejandro      | Episodi: "The Pugilist Break" |
| 2016         | Shades of Blue                        | Jay-Jay        | 3 episodis                    |
| 2016–present | Stranger Things                       | Lucas Sinclair | 24 episodis                   |
| 2016         | Blue Bloods                           | Tone Lane      | Episodi: "For the Community"  |
| 2017         | "The New Edition Story"               | Ricky Bell     | Miniserie                     |

### Pel·lícules
| Any  | Títol                           | Rol  | Notes        |
| ---- | ------------------------------- | ---- | ------------ |
| 2012 | Noah Dreams of Origami Fortunes | Noah | Curtmetratge |

### Vídeos Musicals
| Any  | Títol                 | Cantant |
| ---- | --------------------- | ------- |
| 2017 | Santa's Coming For Us | Sia     |

## Teatre
| Any     | Títol         | Rol        | Ubicació                  |
| ------- | ------------- | ---------- | ------------------------- |
| 2012–14 | The lion king | Jove Simba | Teatre Minskoff, Broadway |

## Premis i nominacions
| Any  | Premi                        | Categoria                                                  | Treball Nominat | Resultat  |
| ---- | ---------------------------- | ---------------------------------------------------------- | --------------- | --------- |
| 2017 | Premis del Sindicat d'Actors | Millor interpretació del repartiment d'una sèrie dramàtica | Stranger Things | Guanyador |
| 2018 | Premis del Sindicat d'Actors | Millor interpretació del repartiment d'una sèrie dramàtica | Stranger Things | Nominat   |
| 2018 | MTV Movie&TV Awards          | Millor equip en pantalla                                   | Stranger Things | Nominat   |